# Železniška postaja
Želézniška postája, tudi kolodvor, je prometno mesto na železniški progi, kjer potekajo komercialna, tehnična in prometna dela. Gre za sestav naprav, tirov, stavb, peronov in drugega, kar je potrebno za potek prometa. Komercialna dela na postaji so sprejem in odprava potnikov ter prtljage, prodaja vozovnic, sprejem, hramba in izdaja blaga ipd. K tehničnim delom sodijo sestavljanje in razstavljanje vlakov, premikanje, dostava vagonov za nakladanje in čiščenje, pregledi, opremljanje, manjša popravila vozil itd. K prometnim delom sodijo sprejem, odprava in križanje vlakov. 
Prve postaje so bile običajno zgrajene tako, da so sprejemale potnike in blago. Ta dvojni namen je danes še vedno pogost, vendar se tovor večinoma omejuje na velike postaje. V splošnem so postaje postavljene poleg železniške proge ali pa kot končne postaje na progi. Običajno so prisotni peroni za enostaven dostop potnikov do vlakov. Peroni so z glavnim delom postaje povezani s podhodi, nadhodi in/ali nivojskimi križanji. V glavnem delu postaje se lahko nahajajo zatočišča, čakalnice, klopi, prodaja vozovnic. Nekaj od tega se lahko nahaja tudi na peronih.
Postaje lahko poleg ponujanja storitev potnikom ter upravljanja z dobrinami omogočajo tudi oskrbo za lokomotive in vozni park (oskrbovanje z gorivom, ranžiranje, shranjevanje itd.). Železniška postaja, ki jo uporablja več železniških družb, se včasih imenuje zvezna ali povezovalna postaja. Železniške postaje, ki so v bližini drugih transportnih sistemov, kot so tramvaji ali avtobusi, se tudi lahko imenujejo povezovalne postaje ali pa kar potniški centri, na postajah pa se lahko odvija tudi podzemna ali pa mestna železnica.
Slovenske železnice postajo opredelujejo kot prometno mesto z najmanj eno kretnico, s katerega se vodi promet nasprotnih in zaporednih vlakov, vstopajo in izstopajo potniki in se naklada in razklada blago.

## Razvoj
Prve železniške postaje so bile bolj podobne tramvajskim postajališčem, zgradb ali pa drugih pomožnih objektov skoraj ni bilo. Čeprav je bila prva železniška proga proga med Stocktonom in Darlingtonom, je ta prevažala samo tovor. Prve prave železniške postaje je prinesla proga med Liverpoolom in Manchesterjem, ki je bila odprta leta 1830.
Veliko železniških postaj izvira iz 19. stoletja ter odraža arhitekturo in veličino tistega časa, daje pa tudi ugled mestu ter železnici. Tudi nekatere države, kamor je železnica prispela kasneje, imajo arhitekturno podobne postaje, saj so te posnemale slog 19. stoletja. Pri gradnji železniških postaj je bilo uporabljenih veliko najrazličnejših arhitekturnih slogov: od veličastnih in zapletenih stavb v skoraj baročnem slogu do bolj utilitarnih ali modernističnih slogov. Postaje, ki so grajene dandanes, imajo pogosto podoben izgled letališkim zgradbam, s hladnim in preprosto abstraktnim slogom.
Primeri modernih postaj so vidni predvsem na novejših hitrih progah, kot so proge šinkansen (shinkansen) na Japonskem ali pa TGV v Franciji.

## Presežniki
Najbolj prometna postaja na svetu glede na pretok potnikov je postaja Šindžuku v Tokiu na Japonskem. Postaja Ikebukuro, ki je oddaljena samo nekaj minut, je druga najbolj prometna na svetu. Po pretoku vlakov je najbolj prometna postaja Clapham Junction v Londonu.
Največja železniška postaja na svetu glede na zasedeno površino je postaja Nagoja v Nagoji na Japonskem. Ker pa sta v sklopu postaje Nagoja tudi dva pisarniška nebotičnika in podzemni nakupovalni center, sam železniški terminal ni tako velik kot pri nekaterih drugih postajah. Postaja Šindžuku je druga največja. Glede na zmogljivost peronov je največja postaja na svetu Grand Central Terminal v New Yorku, ZDA.
Najvišje ležeča železniška postaja se nahaja na prelazu Tanggula in leži na nadmorski višini 5.068 m.